# Endeavor Air
Endeavor Air (до 2013 — Pinnacle Airlines, до 2002 — Express Airlines I), (NASDAQ: PNCL) — региональная авиакомпания Соединённых Штатов Америки со штаб-квартирой в Мемфисе (Теннесси), США.
Endeavor Air  работает под торговыми марками (брендами) Northwest Airlink и Delta Connection магистральных авиакомпаний Northwest Airlines и Delta Air Lines соответственно.
Авиакомпания использует в качестве своих главных хабов аэропорты Мемфис, Детройт, Миннеаполис/Сент-Пол и Хартсфилд-Джексон Атланта.

## История
Авиакомпания Express Airlines I была образована в феврале 1985 года с целью обеспечения пассажирского авиасообщения между небольшими населёнными пунктами и большими узловыми аэропортами страны. Первое партнёрское соглашение авиакомпания заключила в мае 1985 года с Republic Airlines, которая была основным оператором в Международном аэропорту Мемфиса и привлекала небольших региональных перевозчиков для работы на авиалиниях местного значения, главным образом для высвобождения собственных реактивных самолётов Douglas DC-9 для их использования на маршрутах большей протяженности и загруженности по пассажирскому трафику. В мае 1985 года Express Airlines I обеспечивала авиасообщение Мемфиса с тремя городами, рейсы выполнялись на самолётах Handley Page Jetstream, а в течение следующих пяти месяцев маршрутная сеть компании выросла до десяти городов, обслуживаемых девятью самолётами Handley Page Jetstream и двумя Saab 340.
15 декабря 1985 года между авиакомпаниями был подписан второй код-шеринг на операционную деятельность в другом хабе — Международном аэропорту Миннеаполис/Сент-Пол. К празднованию своей первой годовщины Express Airlines I использовала 20 самолётов Handley Page Jetstream и семь самолётов Saab 340, обслуживая маршруты в 32 города страны. Весной 1986 года магистральная авиакомпания Northwest Airlines объявила о намерениях приобрести Republic Airlines, что и было реализовано 1 октября 1986 года после прохождения нормативных процедур утверждения сделки и ратификации слияния перевозчиков акционерами обеих авиакомпаний.
В течение первых десяти лет Express Airlines I построила собственную маршрутную сеть, охватывающую 56 городов на Среднем-Западе США и в юго-восточной части страны. 1 апреля 1997 года частная авиакомпания Express Airlines I была приобретена компанией Northwest Airlines, став её полностью дочерней структурой. Поглощение авиаперевозчика повлекло за собой структурные изменения его маршрутной сети со смещением центра тяжести перевозок в хаб Мемфиса и переносом туда же штаб-квартиры авиакомпании в августе 1997 года.
7 мая 1999 года Express Airlines I объявила о массовом переходе флота авиакомпании на реактивные самолёты Bombardier Canadair Regional Jet (CRJ), эксплуатировавшиеся к тому времени в Northwest Airlines. Речь шла о 42 самолётах CRJ, доставка которых в Express Airlines I началась в апреле 2000 года, первый регулярный рейс был выполнен 1 июня 2000 года по маршруту Гринсвилл-Спартанберг (Южная Каролина).

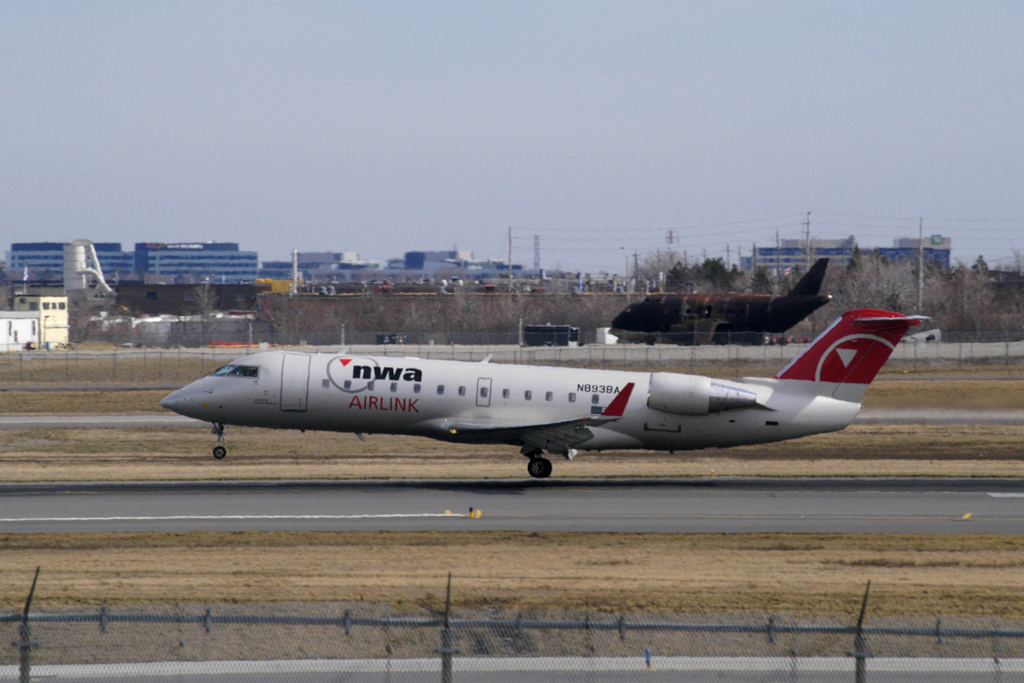
CRJ-440 авиакомпании Pinnacle Airlines в Международном аэропорт Торонто Пирсон

Авиакомпания развернула три собственных службы сервиса для самолётов Bombardier Canadair Regional Jet: Maintenance (сервисное обслуживание), Repair (ремонт) и Overhaul (капитальный ремонт). Первое подразделение находится на постоянной базе в Ноксвилле (Теннесси) и одновременно может обслуживать до четырёх самолётов в закрытых ангарах. Базу в Ноксвилле планируется модернизировать до уровня проведения всех сервисных процедур обслуживания CRJ (обслуживание, ремонт и капитальный ремонт). Остальные подразделения по ремонту и кап.ремонту CRJ в настоящее время находятся в Саут-Бенд и Форт-Уэйне, штат Индиана.
8 мая 2002 года авиакомпания изменила своё название на Pinnacle Airlines. Радиопозывным авиаперевозчика остался используемый с 1985 года позывной «FLAGSHIP», поскольку позывной «PINNACLE» уже был закреплён за другой чартерной компанией из штата Арканзас. В ноябре 2003 года Pinnacle Airlines прошла процедуру акционирования, разместив свои акции на бирже NASDAQ и получив собственный код в листинге акций PNCL. К этому времени авиакомпания работала в 124 городах США под торговой маркой Northwest Airlink.
18 января 2007 года Pinnacle Airlines объявила о приобретении авиакомпании Colgan Air, которая после объединения сохранит свою маршрутную сеть без изменений. Покупка Colgan Air обошлась в почти 20 миллионов долларов США и имела своей стратегической целью получение доступа к партнёрским соглашениям Colgan Air с магистральными авиакомпаниями Continental Airlines, United Airlines и US Airways.
По состоянию на март 2007 года в компании работало 3.436 сотрудников.
4 января 2008 года Pinnacle Airlines стала независимой авиакомпанией, выкупив собственные привилегированные акции класса A у Northwest Airlines. Сделка по приобретению акций была осуществлена до приобретения Northwest Airlines авиакомпанией Delta Air Lines..
В 2013 году Pinnacle Airlines подала заявку на реорганизацию в связи с банкротством, воспользовавшись положениями 11-й главы Кодекса США о банкротстве. После ребрендинга, в 2013 году, компания Pinnacle Air Corp., владевшая Pinnacle Airlines, стала дочерним предприятием Delta Air Lines, а сама авиакомпания была объединена с другими авикапоманиями — Mesaba Airlines и Colgan Air и была переименована в Endeavor Air. Штаб-квартира авиакомпании была перенесена в Миннеаполис.
В настоящее время флот Pinnacle Airlines находится в процессе перекраски самолётов CRJ-200 из ливреи бренда Northwest Airlink в ливрею торговой марки Delta Connection, вся процедура ребрендинга самолётов должна занять около 16 месяцев.

## Планы

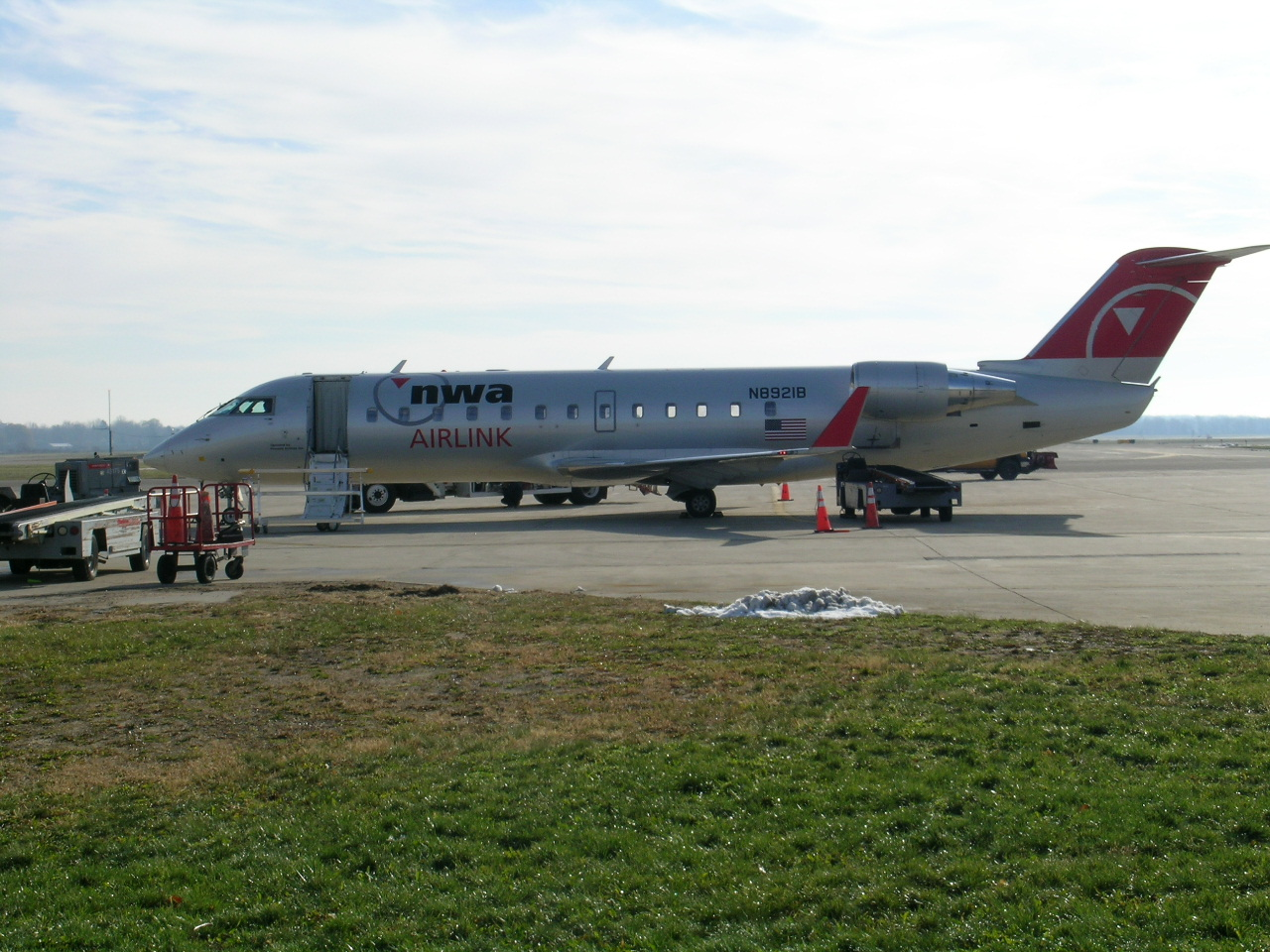
CRJ-200 авиакомпании Pinnacle Airlines

21 декабря 2006 года Northwest Airlines и Pinnacle Airlines подписали новое соглашение о партнёрстве, согласно которому флот из 124 реактивных самолётов Bombardier Canadair Regional Jet работает на региональных направлениях NWA до лета 2017 года. Контракт предусматривает реконфигурацию пассажирских салонов CRJ-200 в 76-местную компоновку сидений.
В контракт также указано, что если руководство Pinnacle Airlines и Ассоциация пилотов авиакомпаний к 31 марта 2007 года не смогут прийти к новому коллективному договору с пилотами, то Northwest Airlines оставляет за собой право исключить до 17 самолётов CRJ-200 из контракта между авиакомпаниями. Поскольку указанный срок вышел и нового договора заключено не было, NWA осуществила реализацию своего права по выводу 17 самолётов CRJ-200 из контракта, уменьшая численность работающего флота на два самолёта ежемесячно. Все 17 единиц CRJ-200 в конечном итоге были выведены из флота Pinnacle Airlines и переданы в 2008 года в операционное управление авиакомпании Mesaba Airlines.
По положениям того же соглашения руководство Northwest Airlines разрешило Pinnacle Airlines работать с другими перевозчиками, и в январе 2008 года новая дочерняя авиакомпания Colgan Air начала выполнение регулярных рейсов из Международного аэропорта Ньюарк Либерти под брендом Continental Connection магистральной авиакомпании Continental Airlines. Colgan Air, работая под брендом Continental Connection, также выполняет рейсы на 34-местных самолётах Saab 340 из Аэропорта Хьюстон Интерконтинентал в города штатов Техас, Луизиана и Арканзас. В рамках партнёрского соглашения с Continental Airlines авиакомпания Colgan Air начнёт регулярные пассажирские перевозки на 74-местном самолёте Bombardier Q400 в первую очередь на маршруте между Ньюарком (Либерти) и Международным аэропортом Торонто Пирсон (Канада). Данный маркетинговый шаг нацелен на создание жёсткой конкуренции канадской региональной авиакомпании Porter Airlines, открывающей регулярный маршрут Ньюарк-Торонто на таких же самолётах Bombardier Q400.
30 апреля 2007 года Pinnacle Airlines подписала десятилетний контракт на использование торговой марки перевозчика Delta Connection с авиакомпанией Delta Air Lines, в рамках которого было заказано 16 самолётов Bombardier CRJ-900. Поставки CRJ-900 начались уже в ноябре 2007 года и полностью были выполнены к маю 2009 года. Первая партия самолётов приступила к выполнению регулярных рейсов из Международного аэропорта Атланта Хартсфилд-Джексон. 10 июня 2008 года руководство Pinnacle Airlines заявило о расторжении договора с 31 июля 2008 года по причине отказа вносить изменения в маршрутное расписание авиакомпании, выходящие за границы код-шерингового договора, однако 18 июля 2008 года руководство Дельты объявило о достигнутом дополнительном соглашении между авиакомпаниями, согласно которому Pinnacle Airlines продолжит работу в рамках условий первоначального контракта.

## Маршрутная сеть авиакомпании
Флот авиакомпании Pinnacle Airlines работает из четырёх собственных хабов в Международном аэропорту Мемфис, Столичном аэропорту Детройт округа Уэйн, Международном аэропорту Миннеаполис/Сент-Пол и Международном аэропорту Хартсфилд-Джексон Атланта. Компания осуществляет пассажирские перевозки в более, чем 110 городов в 39 штатах США и Канады, выполняя при этом более восьмисот рейсов в день.

## Флот
По состоянию на июль 2021 года воздушный флот авиакомпании Pinnacle Airlines состоял из следующих самолётов:

## Авиапроисшествия и несчастные случаи
- 14 октября 2004 года, Bombardier CRJ-200 Pinnacle Airlines, выполнявший ночной перегонный рейс без пассажиров из Литл-Рока (Арканзас) в Миннеаполис (Миннесота), разбился в районе Джефферсон-Сити (Миссури). Оба пилота, управлявших воздушными судном, погибли. Причиной катастрофы стала халатность пилотов, которые хотели испытать по максимуму технические возможности самолёта, приведя, в конце концов, к отказу обоих двигателей и невозможности их перезапустить[15].

- 17 февраля 2025 года Bombardier CRJ900LR Endeavor Air (регистрационный номер N932XJ), выполнявший рейс EDV4819[16] из аэропорта Миннеаполиса, перевернулся при посадке в аэропорту Торонто. Во время инцидента никто не погиб, однако, трое человек получили тяжёлые травмы, 15 пассажирам потребовалась госпитализация[17]. Борт получил серьёзные повреждения и был списан[18].